# Päivi Räsänen
Päivi Maria Räsänen, née Kuvaja le 19 décembre 1959 à Sonkajärvi, en Savonie du Nord, est une femme politique finlandaise, membre des Chrétiens-démocrates (KD).

## Biographie

### Enfance, études, vie privée
Elle passe son enfance à Joutseno en Carélie du Sud avant de suivre des études de médecine et de s'installer dans la ville de Riihimäki. Mariée au docteur en théologie Niilo Räsäsen, elle a 5 enfants.

### Débuts d'engagement
Elle entre en politique au début des années 1990, au sein du Parti démocrate-chrétien. Elle échoue une première fois aux législatives de 1991. Élue au conseil municipal de Riihimäki en 1993, une fonction qu'elle a conservé en continu depuis, elle devient député de la circonscription du Häme en 1995.

### Présidente des Chrétiens-démocrates
En 2004, elle succède à Bjarne Kallis à la tête du parti. Sous sa direction, le parti démocrate-chrétien connaît des résultats mitigés lors des élections nationales, connaissant un léger recul lors des législatives de 2007. Son parti passe en effet de 5,34 % des voix à 4,86 %, mais dispose toujours de sept députés au parlement. Päivi Räsänen a néanmoins conservé son siège avec le deuxième meilleur score de sa circonscription.

### Campagne de 2011 et ministre de l'Intérieur
En octobre 2010, environ 25 000 fidèles ont spontanément quitté l'Église luthérienne de Finlande, en raison notamment d'un débat télévisé pendant lequel Päivi Räsänen a affirmé que pour un chrétien, c'était « mal » d'avoir une relation homosexuelle.
Elle est ministre de l'Intérieur dans le gouvernement Katainen entre le 22 juin 2011 et le 29 mai 2015.

### Poursuites judiciaires
En 2019, elle critique la participation officielle de l'Église évangélique-luthérienne de Finlande à la Gay Pride en citant sur les réseaux sociaux et dans des commentaires de sites internet l'extrait de l'Épître aux Romains portant sur les relations homosexuelles, qualifiées par l'apôtre Paul de « contre la nature » et de « désirs qui les couvrent de honte ». Cette publication lui vaut d'être poursuivie, en avril 2020, pour incitation à la haine envers une minorité, qui est un crime en Finlande.
En décembre 2019, au moment de la Marche des Fiertés LGBT, Païvi Räsänen accuse l’Église « élever la honte et le péché au rang de sujet de fierté » et publie sur les réseaux sociaux des versets de la Bible condamnant l’homosexualité (notamment Romains 1,27-28). Elle a ensuite déclaré que ces posts ne s’adressaient pas aux minorités sexuelles mais aux responsables de l’Église évangélique luthérienne, qui soutenait la Marche des Fiertés, afin de dénoncer la contradiction entre la position de cette Église et l’enseignement biblique.
Le jugement se tient le 24 janvier 2022,.

## Ouvrages
- Päivi Räsänen & Nigel Cameron, Leif Nummela, Räsänen Niilo, Pekka Reinikainen, Uuden Lääketieteen Uhrit, Helsinki, Uusi Tie, 1989 (ISBN 951-619-206-8)
- Päivi Räsänen, Jumala loi naisen, Helsinki, Uusi Tie, 1991 (ISBN 978-951-619-244-7)
- Päivi Räsänen, Reino Pöyhiä et Pekka Reinikainen, Eutanasia : Vastaus kärsimyksen ongelmaan?, Helsinki, Uusi Tie, 1993, 129 p. (ISBN 978-951-619-260-7)
- Päivi Räsänen, Syvyys ja syli : Lääkärin ajatuksia masennuksesta, Helsinki, Uusi Tie, 1995, 81 p. (ISBN 978-951-619-277-5)
- Päivi Räsänen, Kutsuttu elämään : Kirjoituksia perheestä ja ihmisarvosta, Helsinki, Ryttylä, Uusi Tie, 2002 (ISBN 978-951-619-353-6)
- Päivi Räsänen, Mieheksi ja naiseksi Hän heidät loi : Homosuhteet haastavat kristillisen ihmiskäsityksen, Helsinki, Suomen Luther-säätiö, 2004 (ISBN 952-5409-24-4)
- Päivi Räsänen et Markku Myllykangas, Mitä maksaa ihmishenki? Keskustelukirjeitä elämän arvosta, Helsinki, Kirjapaja, 2006 (ISBN 951-607-401-4)
- Päivi Räsänen, Päivien ketjusta – uskosta ja arjesta, Helsinki, WSOY, 2007 (ISBN 978-951-0-30113-5)